# Ljusfors (naturreservat)

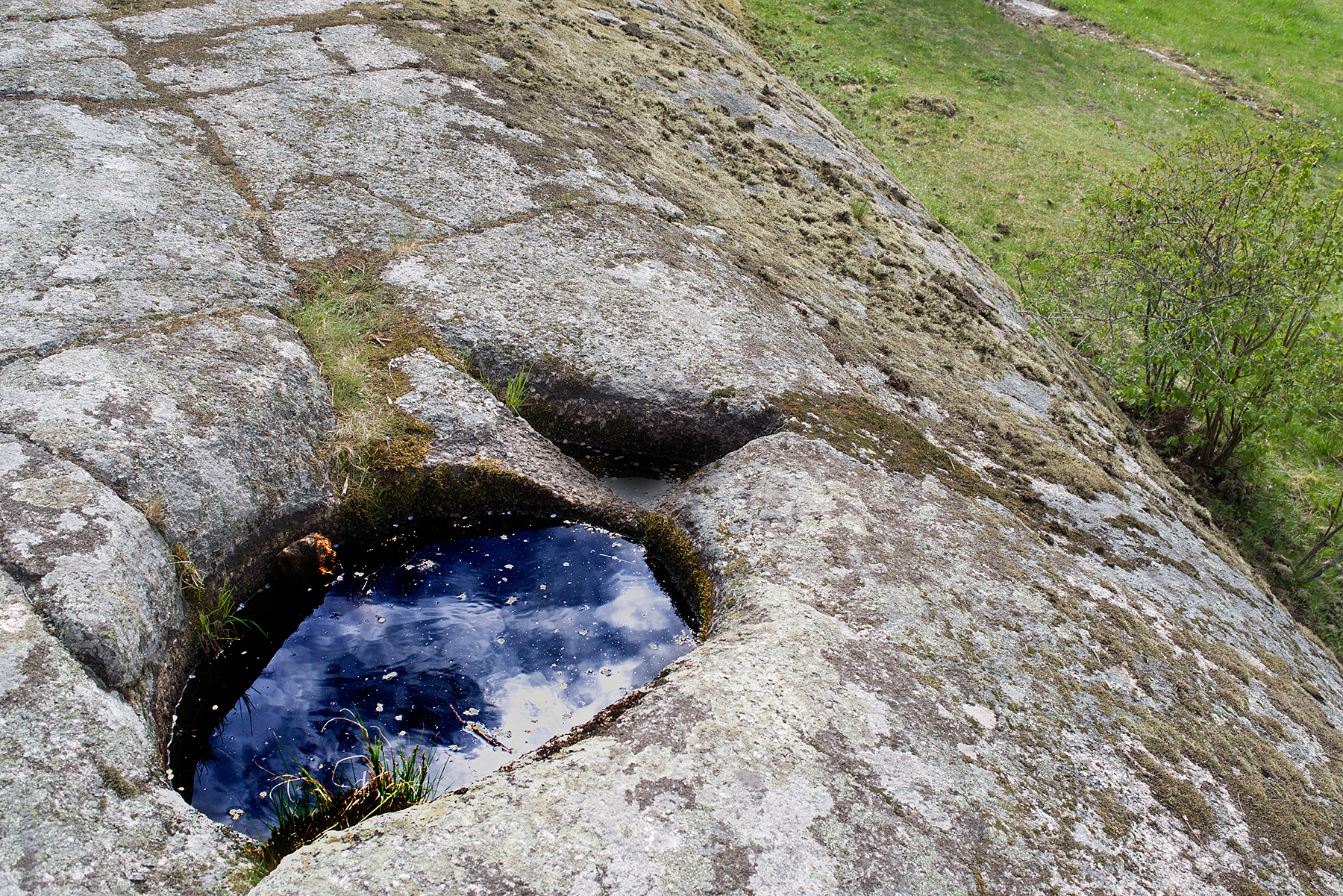
Jättegryta. En rund ganska djup grop i berget, bildad av stenar i virvlande smältvatten från inlandsisen.

Ljusfors är ett naturreservat i Norrköpings kommun i Östergötlands län.
Området är naturskyddat sedan 2002 och är 25 hektar stort. Reservatet omfattar västra sidan av Motala ströms utlopp i Glan. Reservatet består av ädellövskog, blandskog, tallskog, öppen hagmark och strandängar.